# Trương Tồn
Trương Tồn (giản thể: 张存; phồn thể: 張存; bính âm: Zhāng Cún; ? – 225), tự Xử Nhân (處仁), là mưu sĩ dưới quyền quân phiệt Lưu Bị cuối thời Đông Hán trong lịch sử Trung Quốc.

## Cuộc đời
Trương Tồn quê ở quận Nam Dương, Kinh Châu, là đồng tộc với Trương Tiện, được khen là có tài năng, giỏi bày mưu đặt kế.
Năm 211, Trương Tồn giữ chức Kinh Châu tùng sự, theo Lưu Bị vào Thục, tham gia bình định Tây Xuyên, được phong làm thái thú quận Quảng Hán.
Năm 214, Bàng Thống tử trận ở Lạc Thành, Lưu Bị vì thế mà đau lòng. Trương Tồn vốn không thích Bàng Thống, bèn nói: Thống tận trung mà chết tuy đáng tiếc, nhưng cũng bởi vì vi phạm cái nghĩa phong nhã. Lưu Bị giận nói: Thống sát nhân thành nhân, chẳng lẽ không đúng sao?
Trương Tồn bị tước hết chức vụ, không lâu sau chết bệnh. Do tư liệu thất tán mà Trần Thọ không lập truyện.

## Trong văn hóa
Trương Tồn không xuất hiện trong tiểu thuyết Tam quốc diễn nghĩa của La Quán Trung.